# Алиспахич, Кемаль
Кемаль Алиспахич (босн. Kemal Alispahić; 13 марта 1965, Сараево) — югославский и боснийский футболист, нападающий. Ныне — футбольный тренер.

## Биография
С десяти лет он начал заниматься футболом в клубе «Сараево». Профессиональную карьеру центральный нападающий продолжил в другом местном клубе «Железничар».
После двух сезонов в сербской команде «Слобода» из Ужицы Алиспахич переехал в Германию, где выступал в Бундеслиге за «Дуйсбург». Однако в нём футболист получил серьезную травму и не смог пробиться в основу команды.
В дальнейшем он выступал за другой немецкий клуб «Ремшайд» и турецкий «Кайсериспор». Завершил свою карьеру Алиспахич в швейцарской «Лозанна».
После успешного окончания школы тренеров в Германии, а также работы в Югославском университете спорта наставник начал самостоятельную тренерскую карьеру.
На родине он работал с «Вратником», затем с «Сараево» и с «Единством». В последнее время Кемаль Алиспахич тренировал зарубежные команды: иранский «Саба Баттери», азербайджанский «Мугань» (2009), сирийский «Аль-Иттихад» (2011).
В начале 2012 года боснийцу поступило предложение возглавить сборную Таджикистана. В скором времени Алиспахич стал её главным тренером. Под его руководством команда принимала участие в завершающем этапе Кубка вызова АФК, заняв третье место в группе. После этого турнира он покинул свой пост.
Некоторое время Алиспахич работал с азербайджанским «Ряваном». Его он возглавил в сентябре 2012 года. Однако уже через четыре месяца тренер был уволен со своего поста. Последней командой тренера стала «Аль-Кайсума» из Саудовской Аравии.

## Достижения

### Футболиста
- Обладатель Кубка Митропы (1): 1984/1985.

### Тренера
- Обладатель Кубка Сирии (1): 2011.